# Yu Sihan
Det här är en artikel om en person med kinesiskt personnamn; Yu är familjenamnet.
Yu Sihan (kinesiska: 余思涵), född 24 juli 2001, är en kinesisk fäktare som tävlar i värja.

## Karriär
Vid asiatiska mästerskapen 2024 i Kuwait tog Yu guld individuellt i värja samt silver i lagtävlingen tillsammans med Sun Yiwen, Tang Junyao och Xu Nuo. Vid olympiska sommarspelen 2024 i Paris blev hon utslagen i kvartsfinalen i värja av ungerska Eszter Muhari. Yu var även en del av Kinas lag tillsammans med Sun Yiwen, Tang Junyao och Xu Nuo som slutade på fjärde plats i lagtävlingen i värja.
Vid asiatiska mästerskapen 2025 i Bali tog Yu guld i lagtävlingen i värja tillsammans med Shi Yuexin, Tang Junyao och Yang Jingwen.